# Santuario della Beata Panacea al Monte
Il santuario della Beata Panacea al Monte (o più semplicemente Beata al Monte) a Quarona è un luogo di culto della Valsesia.

## Storia

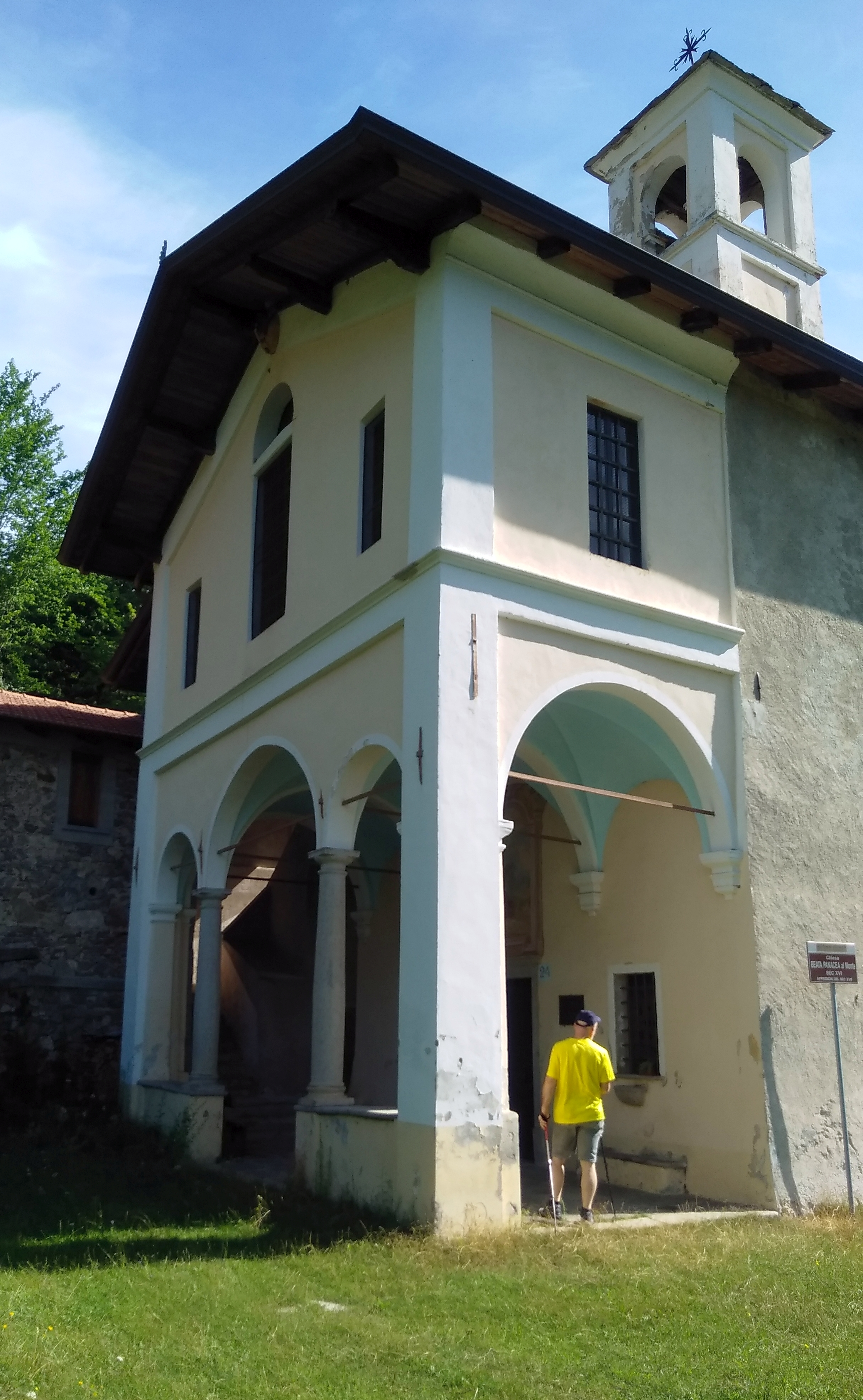
La facciata

La chiesa venne costruita nel XV secolo, forse nel 1409, ma l'anno esatto della sua costruzione è tramondato oralmente e non documentato in forma scritta. Il santuario venne costruito in onore della beata Panacea De' Muzzi nel luogo del suo martirio. L'edificio venne arricchito e risistemato nel Seicento in preparazione della visita del Vescovo di Novara Carlo Bascapè.. Nel 1663 la chiesa venne ampliata e il suo interno riaffrescato con scene della vita della beata; questi lavori causarono la perdita dei preesistenti affreschi.. Nel centro abitato di Quarona è presente una seconda chiesa dedicata alla Beata Panacea, che ne conserva una reliquia e che è detta Beata Panacea al Piano.

## Descrizione

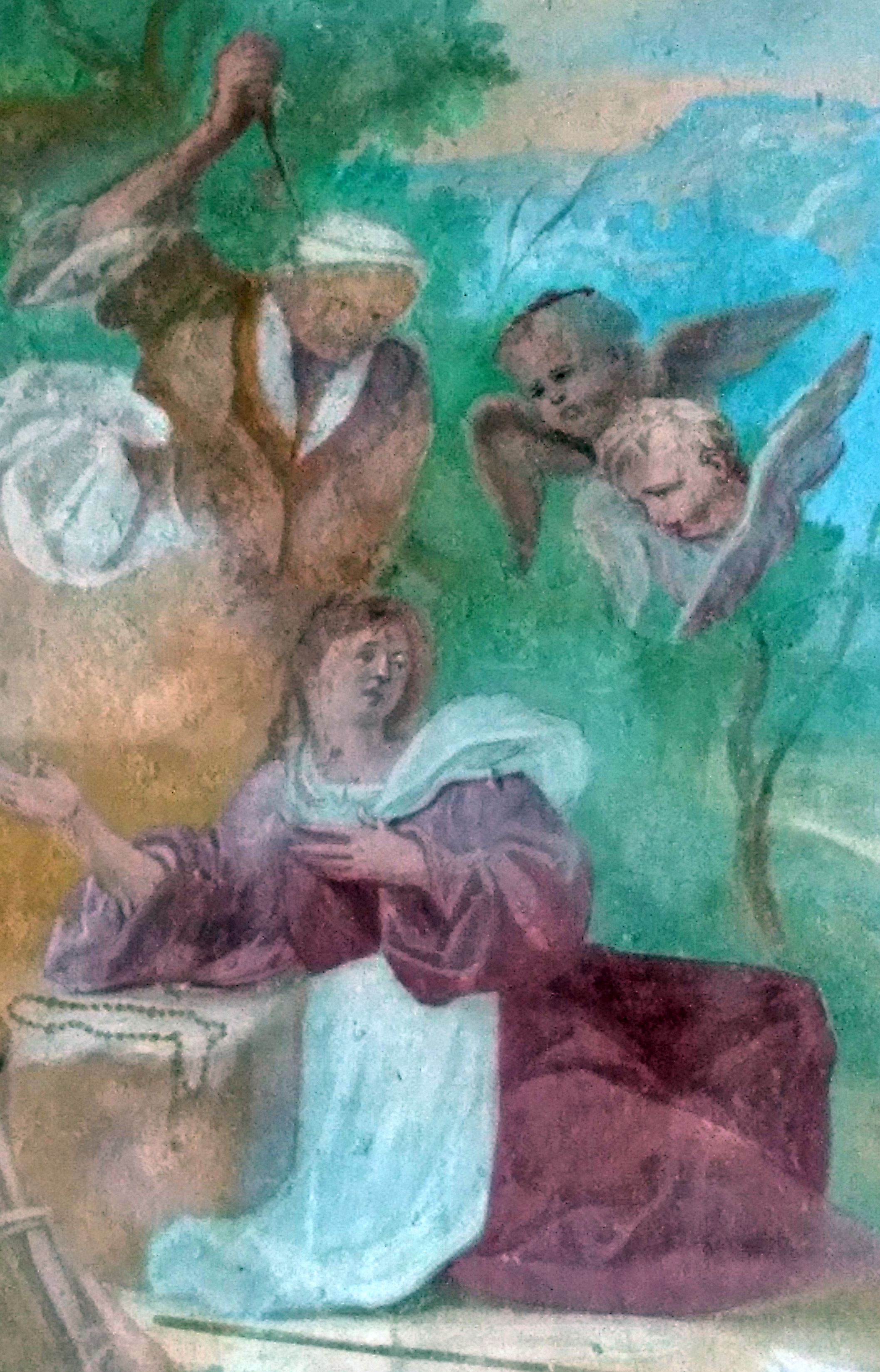
L'affresco sulla facciata

La chiesa sorge alle falde del Monte Teucri. Si presenta a navata unica, decorata con numerosi affreschi di diversa fattura e dotata di un'abside; la copertura è in lose. La facciata è preceduta da un ampio porticato; sono inoltre presenti alcuni locali per ospitare i sacerdoti che celebrano le funzioni presso il santuario. 
Nell'altare è custodita la pietra sulla quale sarebbe stata uccisa la giovane.

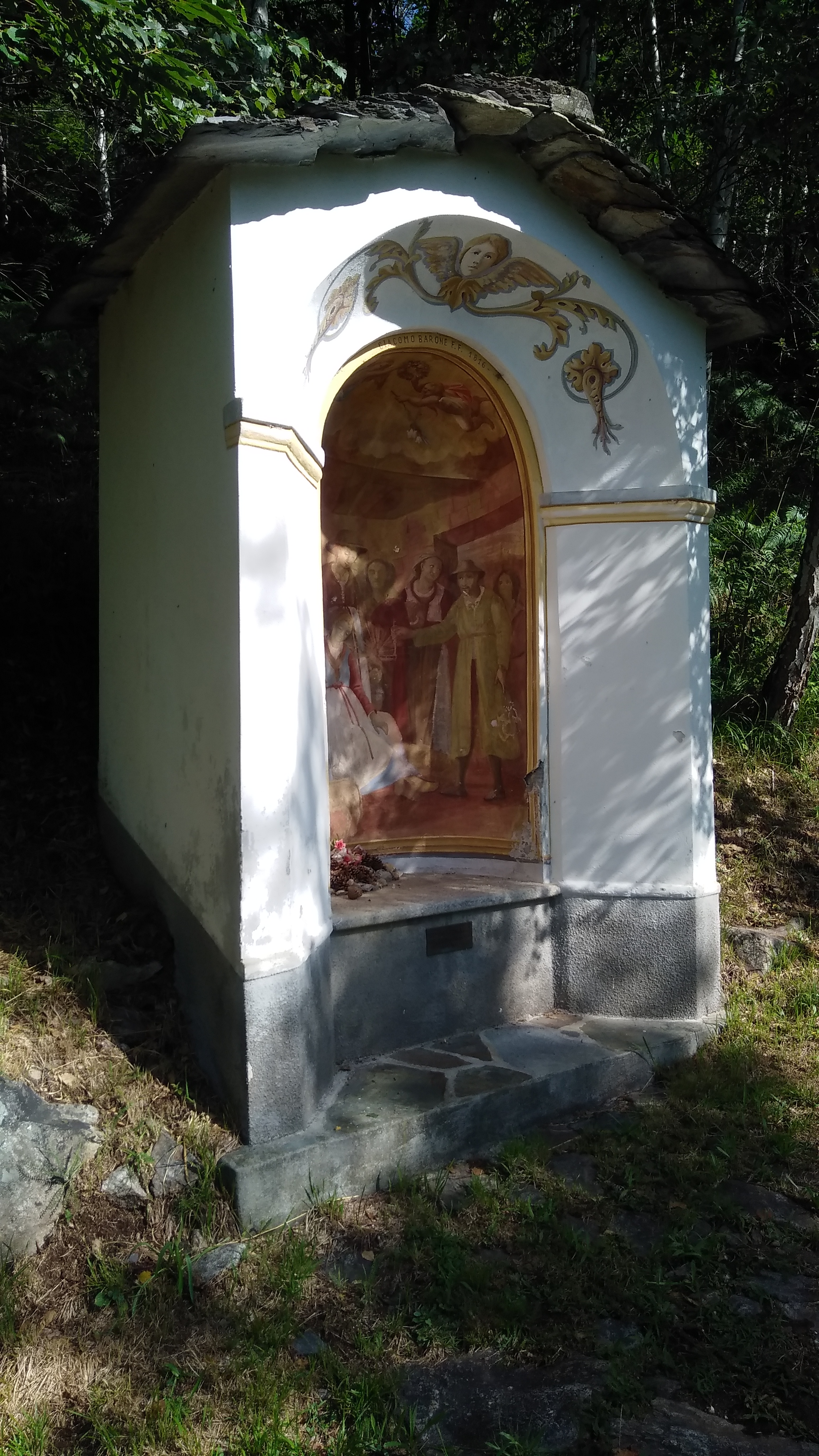
Una delle cappelle del percorso devozionale

Il percorso pedonale che collega la chiesa con la vicina Chiesa di San Giovanni al Monte è fiancheggiato da una serie di cappelle realizzate nel XVIII secolo e affrescate con scene che ripercorrono la vita della beata. Tali affreschi, che con il tempo si erano molto deteriorati, vennero rifatti nel 1975 dal pittore Ermanno Zamboni.